# Belle-Église
Belle-Église är en kommun i departementet Oise i regionen Hauts-de-France i norra Frankrike. Kommunen ligger i kantonen Neuilly-en-Thelle som tillhör arrondissementet Senlis. År 2022 hade Belle-Église 725 invånare.

## Befolkningsutveckling
Antalet invånare i kommunen Belle-Église
| Referens: INSEE |